# غني أباد (حومة دامغان)
غني أباد (بالفارسية: غنی‌آباد) هي منطقة سكنية تقع في إيران في منطقة مركزية ريفية. يقدر عدد سكانها بـ 64 نسمة بحسب إحصاء 2016.